# Volta a Catalunya (automobilisme)
|  | Per a altres significats, vegeu «Volta a Catalunya (desambiguació)». |

La Volta a Catalunya per a automòbils fou una competició d'automobilisme organitzada pel RACC, la primera edició de la qual se celebrà el 1916. Fou el precedent de l'actual Ral·li de Catalunya.

## Història
La primera edició, el 1916, era una cursa de regularitat de 650 km de recorregut en tres etapes entre Olot, Puigcerdà, Artesa de Segre, Lleida, Tarragona i Barcelona. La prova se celebrà tres anys més (del 1917 al 1920) però no tingué continuïtat. El 1954 se'n recuperà el nom, però la competició es desenvolupà en format de ral·li modern només per a automòbils. Durant tres anys se celebrà amb aquesta denominació abans de canviar-la per la de Ral·li Catalunya, que acabà essent una prova puntuable per al Campionat del Món de l'especialitat.

## Palmarès
Font:
| Any  | Edició | Pilot                      | Copilot           | Automòbil                | Notes                   |
| ---- | ------ | -------------------------- | ----------------- | ------------------------ | ----------------------- |
| 1916 | I      | Carlos de Heredia          |                   | NSU                      | 1a Categoria            |
| 1916 | I      | Marc L'Huillier            | Acompanyants      | Elizalde 15/20 HP        | 2a Categoria            |
| 1917 | II     | Alfons Llobet              | Acompanyants      | Elizalde 15/20 HP        | 1a Categoria            |
| 1917 | II     | Juli Marial · Josep Freixa |                   | Hispano-Suiza Lancia     | 2a Categoria (empatats) |
| 1919 | III    | Salvador Elizalde          | Acompanyants      | Elizalde                 | 1a Categoria            |
| 1919 | III    | Joaquim Molins             |                   | Elizalde                 | 2a Categoria            |
| 1920 | IV     | Joan Mata                  | Acompanyants      | Stutz                    |                         |
|      |        |                            |                   |                          |                         |
| 1954 | V      | Salvador Fàbregas          | Arturo Elizalde   | Dyna Panhard Z 850       | Cat. T                  |
| 1955 | VI     | Antoni Roqué               | Miquel Par        | Lancia Aurelia B20 Coupé | Cat. S                  |
| 1956 | VII    | Ferran Roqué               | Alfons M. Marimon | Alfa Romeo Giulietta     | Cat. GT                 |